# NGC 2420
NGC 2420 è un ammasso aperto visibile nella costellazione dei Gemelli.

## Osservazione

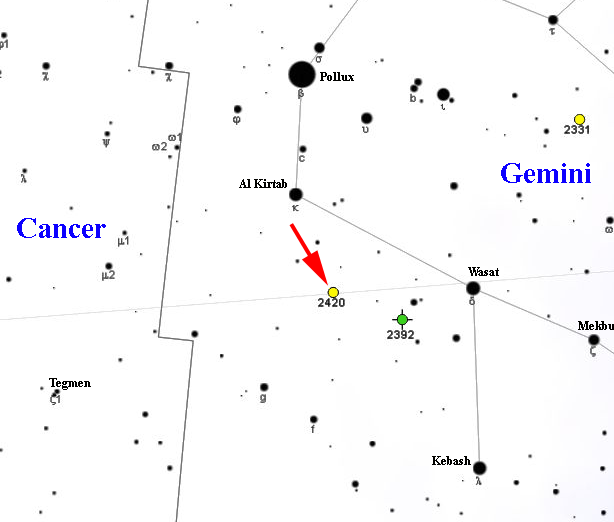
Mappa per individuare NGC 2420.

Si può individuare con facilità congiungendo idealmente le due stelle luminose Polluce e Procione e fermandosi circa a un terzo della distanza partendo da Polluce. È individuabile anche con un binocolo, ma vi appare come un oggetto nebuloso; un piccolo telescopio amatoriale è invece sufficiente per risolverlo in parte: si possono notare alcune stelle di decima magnitudine, mentre per risolverlo appieno occorrono telescopi da 120-150mm. Quest'ammasso si trova perfettamente sull'eclittica, al punto da essere frequentemente soggetto a occultazioni da parte degli oggetti del sistema solare; in quest'epoca il Sole vi transita davanti attorno al 15 luglio.
La declinazione moderatamente settentrionale di quest'ammasso favorisce gli osservatori dell'emisfero nord, sebbene si presenti circumpolare solo a partire da latitudini molto elevate; dall'emisfero australe la sua osservazione risulta penalizzata soltanto dalle regioni situate a elevate latitudini settentrionali ed è osservabile da quasi tutte le aree popolate della Terra. Il periodo migliore per la sua osservazione nel cielo serale è quello compreso fra dicembre e aprile.

## Storia delle osservazioni
NGC 2420 venne individuato per la prima volta da William Herschel nel 1783 attraverso un telescopio riflettore da 18,7 pollici; suo figlio John Herschel lo riosservò in seguito e lo inserì nel suo General Catalogue of Nebulae and Clusters col numero 1549.

## Caratteristiche
NGC 2420 è un ammasso piuttosto compatto e ricco, comprendente oltre un centinaio di stelle; la sua distanza è stimata attorno ai 3085 parsec (oltre 10000 anni luce) ed è situato in una regione esterna della Via Lattea, probabilmente in corrispondenza del Braccio di Perseo o oltre. Possiede tuttavia un'elevata latitudine galattica, che lo colloca ben al di sopra del piano galattico.
Quest'ammasso ha un'età considerevole, stimata attorno a 1,1 miliardi di anni; per questo è spesso messo in relazione ad altri ammassi, seppure più vecchi, come NGC 188, M67 e in particolare NGC 2506. La sua orbita attorno al centro galattico è molto eccentrica e presenta una grande ampiezza dell'epiciclo; possiede inoltre dei parametri orbitali piuttosto complessi rispetto ad altri ammassi simili. Le sue componenti presentano una bassa metallicità; gli esami fotometrici eseguiti sulle sue quattro giganti rosse più luminose hanno rilevato un rapporto [Fe/H] pari a -0,57, raffrontato con la stella γ Tauri appartenente all'ammasso delle Iadi. Due delle quattro stelle inoltre si sono rivelate molto ricche di bario, oltre che entrambe binarie.